# Pulitzer Prize for Photography

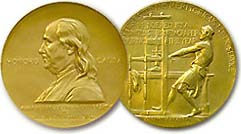
Zlatá Pulitzerova medaile pro laureáty

Ocenění Pulitzer Prize for Photography, česky Pulitzerova cena za fotografii, byla součást americké Pulitzerovy ceny od roku 1942 do roku 1968. Ocenění bylo udělováno za významný přínos v černobílé nebo barevné fotografii. Od roku 1969 se jediná kategorie – Pulitzer Prize for Photography – rozdělila na spot news (od roku 2000 breaking news) a feature photography. Pulitzerova komise s oceněním vydává také oficiální zprávu vysvětlující důvody pro udělení.

## Vítězové
- 1942: Milton Brooks, Detroit News, za fotografii Ford Strikers Riot.
- 1943: Frank Noel, Associated Press, za fotografii Vodu! Archivováno 6. 3. 2012 na Wayback Machine..
- 1944: Earle L. Bunker, World-Herald (Omaha, Nebraska), za fotografii Homecoming Archivováno 6. 3. 2012 na Wayback Machine.. a Frank Filan z Associated Press za fotografii Tarawa Island.[1]

- 1944: Frank Filan, Associated Press, za fotografii Tarawa Island (fotografie).
- 1945: Joe Rosenthal, Associated Press, za fotografii Vztyčování vlajky na Iwodžimě (fotografie).
- 1946: cena nebyla udělena.
- 1947: Arnold Hardy, amatérský fotograf, Atlanta, za fotografii ženy, která přežila skok z hořícího hotelu Winecoff Hotel, distribuovaný Associated Press. (fotografie)
- 1948: Frank Cushing, Boston Traveler, za fotografii Boy Gunman and Hostage Archivováno 6. 3. 2012 na Wayback Machine..
- 1949: Nathaniel Fein, New York Herald-Tribune, za fotografii The Babe Bows Out, Babe Rutha v dresu číslo 3 u Yankees.
- 1950: Bill Crouch, Oakland Tribune, za snímek Near Collision at Air Show (fotografie).
- 1951: Max Desfor, Associated Press, za fotografickou dokumentaci Korejské války, zvláště snímek Útěk uprchlíků přes rozbitý most v Koreji. (fotografie)
- 1952: John Robinson a Don Ultang, Des Moines Register za sérii šesti snímků incidentu na afroamerického sportovce Johnyho Brighta během ragbyového zápasu Drake University-Oklahoma A&M 20. října 1951. (fotografie)
- 1953: William M. Gallagher, Flint (Mich.) Journal za Ex-Governor Adlai E. Stevenson, fotografii Adlaie Stevensona s děravou botou během prezidentské kampaně v roce 1952. (fotografie)
- 1954: Virginia Schau, amatérská fotografka ze San Anselma, v Kalifornii, za snímek vzrušující záchrany muže visícího nad propastí v Reddingu v Kalifornii, snímek byl publikován v The Akron (Ohio) Beacon Journal a dalších novinách celostátně distribuován společností Associated Press. Virginia Schau byla první ženou, která tuto cenu získala.
- 1955: John L. Gaunt, Los Angeles Times za fotografii Tragédie u moře zobrazující mladý pár stojící na pobřeží rozbouřeného moře, ve kterém jen o pár minut dříve zahynul jejich jednoletý syn.
- 1956: Fotografové New York Daily News za kvalitní fotografické zpravodajství v roce 1955, obzvláště snímky Bomber Crashes in Street.
- 1957: Harry A. Trask, Boston Traveler za dramatické a neobyčejné snímky potopení parníku SS Andrea Doria, fotografie byly pořízeny z letadla letícího ve výšce 75 metrů jen devět minut před tím, než se loď ponořila na dno.
- 1958: William C. Beall, Washington Daily News (Washington, D.C.) za fotografii Faith and Confidence, ukazuje policistu trpělivě diskutujícím s dvouletým chlapcem, který se snaží přejít ulici během průvodu.
- 1959: William Seaman, Minneapolis Star za dramatickou fotografii náhlého úmrtí dítěte na ulici. (fotografie[nedostupný zdroj])
- 1960: Andrew Lopez, United Press International za sérii čtyř fotografií bývalého diktátora Fulgencia Batisty, který byl odsouzen popravčí četou Fidela Castra. Pilotní obrázek ukazuje odsouzeného během přijímání posledního pomazání (fotografie).
- 1961: Jasuši Nagao, Mainiči šimbun (Tokio) za fotografii Tokyo Stabbing, distribuované společností United Press International a otištěné v mnoha amerických denících, kterak ukazuje 17letého Otoju Jamagučiho zabíjejícího Inedžira Asanumu, předsedu Japonské socialistické strany (fotografie).
- 1962: Paul Vathis, Harrisburg, Pensylvánie, Associated Press, za snímek Serious Steps, zveřejněný 22. dubna 1961.
- 1963: Héctor Rondón, La República (Caracas, Venezuela), za pozoruhodný snímek kněze, jak drží zraněného vojáka během venezuelské povstání v roce 1962 Pomoc od kněze (Aid From The Padre); fotografie byla distribuována společností Associated Press
- 1964: Robert H. Jackson, Dallas Times-Herald, za fotografii Jacka Rubyho zabíjejícího Lee Harveye Oswalda.
- 1965: Horst Faas, Associated Press, za válečné fotografie z Vietnamské války v roce 1964.
- 1966: Kjóiči Sawada, United Press International, za válečné fotografie z Vietnamské války v roce 1965.
- 1967: Jack R. Thornell, Associated Press, pobočka New Orleans, za snímky ze zastřelení Jamese Mereditha v Mississippi.

| Rok  | Foto                | Fotograf                   | Noviny / Agentura                                  | Název / Popis |
| ---- | ------------------- | -------------------------- | -------------------------------------------------- | --- |
| 1942 |                     | Milton Brooks              | Detroit News                                       | "Ford Strikers Riot", pořízená v průběhu roku 1941 během dělnické stávky ve výrobním závodu Ford a zobrazuje stávkující, kteří surově bijí stávkokaze. Ten se snaží chránit sebe tím, že vytáhl kabát přes hlavu a obličej. |
| 1943 |                     | Frank Noel                 | Associated Press                                   | "Vodu!" |
| 1944 |                     | Earle L. Bunker            | World-Herald (Omaha, Nebraska)                     | "Homecoming" |
| 1944 |                     | Frank Filan                | Associated Press                                   | "Tarawa Island" |
| 1945 |                     | Joe Rosenthal              | Associated Press                                   | "Vztyčování vlajky na Iwodžimě"; ikonická fotografie šesti příslušníků námořní pěchoty Spojených států, kterak během bitvy o Iwodžimu vztyčují americkou vlajku na vrcholu hory Suribači.                                   |
| 1946 | Cena nebyla udělena | Cena nebyla udělena        | Cena nebyla udělena                                | Cena nebyla udělena |
| 1947 |                     | Arnold Hardy               | Amatérský fotograf (Distribuce: AP)                | Snímek ženy, která přežila skok z hořícího hotelu Winecoff Hotel. |
| 1948 |                     | Frank Cushing              | Boston Traveler                                    | "Boy Gunman and Hostage", in which a 15-year-old boy held another boy hostage in an alley. |
| 1949 |                     | Nathaniel Fein             | New York Herald-Tribune                            | "Babe Ruth Bows Out", of Babe Ruth at his number retirement by the Yankees. |
| 1950 |                     | Bill Crouch                | Oakland Tribune                                    | "Near Collision at Air Show" |
| 1951 |                     | Max Desfor                 | Associated Press                                   | Za dokumentaci Korejské války, ale především za snímek Útěk uprchlíků přes rozbitý most v Koreji |
| 1952 |                     | John Robinson a Don Ultang | Des Moines Register                                | A sequence of six pictures of a Drake University–Oklahoma A&M football game in which Drake player Johnny Bright's jaw was deliberately broken.                                                                              |
| 1953 |                     | William M. Gallagher       | Flint Journal (Michigan)                           | Ex-Governor Adlai Stevenson with a hole in his shoe, taken during the 1952 presidential campaign. |
| 1954 |                     | Virginia Schau             | Amatérská fotografka                               | Záchrana na mostu Pit River, snímek vzrušující záchrany muže visícího nad propastí v Reddingu, Kalifornie. |
| 1955 |                     | John L. Gaunt              | Los Angeles Times                                  | Tragédie u moře, mladý pár stojící na pobřeží rozbouřeného moře, ve kterém jen o pár minut dříve zahynul jejich jednoletý syn.                                                                                              |
| 1956 |                     | Staff                      | New York Daily News                                | For consistently excellent news picture coverage in 1955, an outstanding example of which is "Bomber Crashes in Street", a photo of a B-26 bomber crash in a neighborhood.                                                  |
| 1957 |                     | Harry A. Trask             | Boston Traveler                                    | Potopení parníku SS Andrea Doria, fotografie byly pořízeny z letadla letícího ve výšce 75 metrů jen devět minut před tím, než se loď ponořila na dno.                                                                       |
| 1958 |                     | William C. Beall           | The Washington Daily News (D.C.)                   | „Víra a důvěra“, zobrazující policistu trpělivě diskutující s dvouletým chlapcem, který se během přehlídky snaží přejít ulici.                                                                                              |
| 1959 |                     | William Seaman             | Minneapolis Star                                   | Wheels of Death (Kola smrti), „dramatická fotografie náhlé smrti dítěte na ulici“. Na fotografii je zakryté tělo devítiletého Ralpha Fossuma poté, co byl zabit projíždějícím autem v Minneapolisu.                         |
| 1960 |                     | Andrew Lopez               | United Press International                         | Série čtyř fotografií desátníka armády diktátora Fulgencia Batisty, který byl popraven popravčí četou Fidela Castra, hlavní obrázek ukazuje odsouzeného muže při posledních obřadech.                                       |
| 1961 |                     | Jasuši Nagao               | Mainichi Shimbun (Tokyo) (Distribuce: UPI)         | Tokyo Stabbing, ukazuje 17letého Otoju Jamagučiho zabíjejícího Inedžira Asanumu, předsedu Japonské socialistické strany |
| 1962 |                     | Paul Vathis                | Associated Press                                   | "Serious Steps", John F. Kennedy a Dwight D. Eisenhower na společné procházce v Camp Davidu. |
| 1963 |                     | Héctor Rondón Lovera       | La República (Caracas, Venezuela) (Distribuce: AP) | Snímek kněze, jak drží zraněného vojáka během venezuelského povstání v roce 1962 Pomoc od kněze (Aid From The Padre); |
| 1964 |                     | Robert H. Jackson          | Dallas Times-Herald                                | Jack Ruby střílí Lee Harvey Oswalda. |
| 1965 |                     | Horst Faas                 | Associated Press                                   | Za válečné fotografie z Jižního Vietnamu v roce 1964. |
| 1966 |                     | Kjóiči Sawada              | United Press International                         | Fotografie Útěk do bezpečí zobrazuje vietnamskou matku a děti brodící se přes řeku, aby unikli americkému bombardování. |
| 1967 |                     | Jack R. Thornell           | Associated Press                                   | Aktivista za občanská práva James Meredith leží zraněný na silnici v Mississippi poté, co byl postřelen střelcem u silnice.                                                                                                 |